# Avi Cohen
Avi Cohen   (El Caire, 14 de novembre de 1956 - Tel-Aviv, 28 de desembre de 2010) fou un futbolista israelià de la dècada de 1980 i entrenador.
Fou 51 cops internacional amb la selecció israeliana. Pel que fa a clubs, defensà els colors de Maccabi Tel Aviv, Liverpool i Rangers.